# Ulrike Gutheil

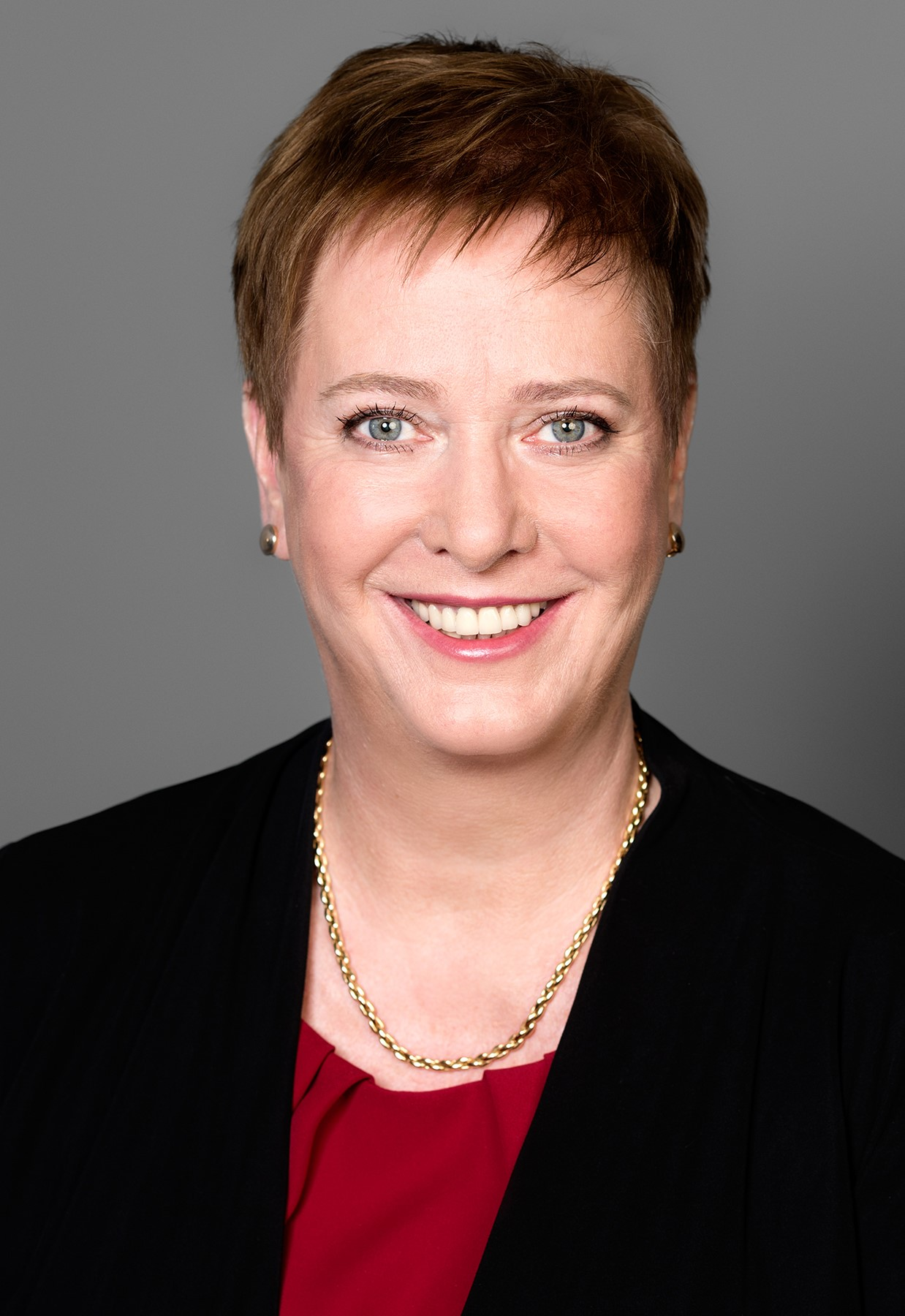
Dr. Ulrike Gutheil

Ulrike Gutheil (* 11. Dezember 1959 in Osterhagen-Ihlpohl) ist eine deutsche Juristin. Sie war von 2016 bis 2019 parteilose Staatssekretärin im Ministerium für Wissenschaft, Forschung und Kultur des Landes Brandenburg.

## Leben
Nach dem Studium der Rechtswissenschaften an der Universität Bremen und als Fulbright-Stipendiatin an der Arizona State University wurde Gutheil nach ihrem Assessorexamen 1988 zur Richterin auf Probe am Landgericht Bremen bestellt. Von 1989 bis 1999 war sie bei der Max-Planck-Gesellschaft in München tätig, 1992 promovierte sie in Bremen zum Thema Doping. Nach ihrer Tätigkeit in München wurde sie zur Kanzlerin der Brandenburgischen Technischen Universität Cottbus berufen, im Oktober 2004 wechselte sie in die gleiche Position an der Technischen Universität Berlin. 2010 wurde Gutheil der Preis „Frau in Verantwortung“ verliehen.
Seit Dezember 2011 hat sie eine Honorarprofessur der Brandenburgischen Technischen Universität Cottbus (jetzt BTU Cottbus-Senftenberg) für Allgemeines Verwaltungsrecht, Hochschulrecht, Hochschulmanagement.
Von 2007 bis 2012 hatte sie den Vorsitz des Arbeitskreises „Facility Management“ der deutschen Universitätskanzlerinnen und -kanzler inne. Von 2006 bis 2016 war sie außerdem 1. stellvertretende Bundessprecherin der Kanzlerinnen und Kanzler der Universitäten Deutschlands. Zudem war Gutheil von 2001 bis 2007 und von 2015 bis 2016 Sprecherin der Berlin / Brandenburger Kanzlerinnen.
Am 22. Juni 2010 wurde sie vom Konzil der Humboldt-Universität zu Berlin mit 33 von 51 Stimmen zur neuen Vizepräsidentin für Haushalt, Technik und Personal gewählt. Das Datum des Amtsantritts war noch unsicher, da gegen ihre Wahl zur Vizepräsidentin vor dem Verwaltungsgericht Klage erhoben und gegen die Bestellung eine einstweilige Verfügung beantragt wurde. Nach der Abweisung der Klage sollte sie Ende 2010 ihr Amt antreten, im November 2010 teilte die Humboldt-Universität mit, dass sie es nicht antreten wolle. Gutheil war die Wunschkandidatin des designierten Präsidenten Jan-Hendrik Olbertz. Ihre Wahl war umstritten, da seit 2008 ein Ermittlungsverfahren wegen Begünstigung zulasten des Universitätshaushalts gegen sie lief. Besonders heftigen Protest hatte es von Seiten der studentischen Vertreter gegeben, die die Wahl ohne weitere Kandidaten kritisierten und von einem Verfahren sprachen, dessen einziger Sinn es sei, „zu manipulieren und die Studenten niederzustimmen.“
Ulrike Gutheil wurde am 9. Mai 2014 vom Kuratorium der TU Berlin  erneut und einstimmig zur Kanzlerin gewählt. Damit trat sie nach zehn Jahren ihre zweite Amtsperiode an. Ulrike Gutheil war als Kanzlerin Leiterin der Zentralen Universitätsverwaltung mit den Abteilungen „Studierendenservice“, „Personal und Recht“, „Finanzen“, „Gebäude- und Dienstemanagement“ und „Forschung“, sie war außerdem Beauftragte für den Haushalt und als Chief Information Officer (CIO) zuständig für den Bereich Informations- und Kommunikationstechnologie. Ulrike Gutheil ist im Deutschen Forschungsnetz Mitglied des Vorstandes und bei der Femtec GmbH Aufsichtsratsvorsitzende sowie Beiratsmitglied.
Im Juli 2014 wurde Ulrike Gutheil in den Senat der Leibniz-Gemeinschaft gewählt. Dem obersten Beratungsgremium der Forschungsorganisation gehören rund 40 Vertreter des Bundes und der Länder, aus Wissenschaft und dem Bereich des öffentlichen Lebens an. Die Amtszeit beträgt jeweils vier Jahre.
Seit dem 20. September 2016 war sie Brandenburger Staatssekretärin für Wissenschaft, Forschung und Kultur und als solche zugleich Sorbenbeauftragte des Landes Brandenburg sowie Mitglied des Stiftungsrates der Stiftung für das sorbische Volk. Nachfolger wurde im November 2019 Tobias Dünow. In ihrer Staatssekretärinnenfunktion übte sie von 2018 bis 2019 den Stiftungsvorsitz der Stiftung für Hochschulzulassung aus. Sie hatte maßgeblich Einfluss auf die organisatorische und digitale Neuaufstellung der Stiftung. 
Ulrike Gutheil ist Vorstandsmitglied im Verein zur Förderung des deutschen und internationalen Wissenschaftsrechts. 
Nach ihrem Ausscheiden arbeitete Gutheil als selbstständige Beraterin. Am 1. Mai 2022 wurde sie vom Land Brandenburg in der Funktion einer Projektbeauftragten für den Aufbau einer Universitätsmedizin in Cottbus reaktiviert und in diesem Zuge Teil des Gründungsvorstands der Medizinischen Universität Lausitz.